# 誰是他媽的傑克森·波拉克
《誰是他媽的傑克森·波拉克？》（英語：Who the #$&% Is Jackson Pollock?）是一部美國的紀錄片。內容描述一位來自加州，曾是卡車司機，現已高齡七十三歲的豪邁老婆婆－－泰芮·霍頓（Teri Horton）偶然間買進名畫家傑克森·波拉克從未被拍賣市場發現的作品，引起藝術界以及霍頓家一連串波折艱辛的離奇過程。

## 片名由來
泰芮·霍頓從二手商店花了五元美金購買了一幅油畫，之後竟發現這可能是知名畫家傑克森·波拉克的作品。當時她還不清楚傑克森·波拉克是何許人物，泰芮竟脫口而出，豪爽的問道：「誰是他媽的傑克森·波拉克？」，也就是片名的由來。

## 劇情
根據影片裡其中一段訪談，霍頓為鼓勵她失意沮喪的朋友，於是到加州的一家二手商店買了一副油畫。霍頓覺得畫中明亮的配色能讓人振作精神，可是後來卻無奈的發現，這副麻將桌大小的油畫太大，實在擺不進朋友所住的拖車裡頭，她便把這一幅畫連同其他用不到的東西拿去二手拍賣，有一位當地的美術老師在逛拍賣的時候看到了這幅作品，覺得這幅畫可能是波拉克所作，因為畫風十分符合波拉克著名的行動繪畫（action painting）技巧。霍頓和她的朋友曾經想把油畫當鏢靶來練習射飛鏢，但他們從來沒有真的試過。這部影片記錄了霍頓找人鑑定這幅油畫是波拉克的真跡並且讓這幅畫能夠拍賣售出的過程。由於這幅畫來自二手商店、又沒有畫家的簽名、也沒有任何的來源證明（provenance），所以其真實性十分可疑。除此之外，波拉克在世時也有許多人模仿他的畫風。不過有一位鑑識專家在這幅畫背後發現了一枚指紋，指紋的特徵吻合波拉克工作室的一個油漆桶上的指紋、以及其他兩幅已被證實是波拉克油畫上的指紋印。同時，還有更多證據浮現。另一方面，這部電影也試圖探討一位學識平庸但意志堅決的老百姓，意圖挑戰文化菁英與藝術代理的高級社會時，所面臨的挑戰。

## 評價
誰是他媽的傑克森·波拉克？在評價頗佳，獲得了諸如爛番茄影評網站100%「新鮮保證」、以及Metacritic70%的評分。

## 外部連結
- 互联网电影数据库（IMDb）上《Who the #$&% Is Jackson Pollock?》的资料（英文）
- AllMovie上《Who the $#%& is Jackson Pollock?》的资料（英文）
- 爛番茄上《Who the $#%@ Is Jackson Pollock》的資料（英文）
- Box Office Mojo上《Who the #$&% Is Jackson Pollock?》的資料（英文）
- "One man's wallpaper" （页面存档备份，存于） by Ben McGrath, The New Yorker (October 22, 2007)
- Who the $#%& Is Jackson Pollock? （页面存档备份，存于）, review by Stephen Holden, The New York Times (November 15, 2006)
- "The case of Jackson Pollock's fingerprint" by Cameron Skene, The Gazette, Montreal, November 8, 2006